# شب‌روی بولتی
شب‌روی بولتی (نام علمی:  Diaperis boleti) گونه‌ای  سوسک است که در خانواده  سوسک‌های شب‌رو قرار دارد. طول این گونه ۶ تا ۸ میلی متر است.